# Korópets
Korópets (ucraniano: Коро́пець; polaco: Koropiec) es un asentamiento de tipo urbano de Ucrania, perteneciente al raión de Chortkiv en la óblast de Ternópil.
En 2019, el asentamiento tenía una población de 3206 habitantes. Desde 2015 es sede de un municipio con una población total de unos seis mil habitantes, que incluye siete pueblos como pedanías: Verbka, Vistria, Horyhliady, Dibrova, Sadové, Svitle y Styhla.
Se ubica unos 10 km al sur de Monastyryska, a orillas del río Dniéster, en el entorno del parque natural nacional del Cañón del Dniéster. El río marca el límite con la vecina óblast de Ivano-Frankivsk.

## Historia
Se conoce la existencia del asentamiento en documentos desde 1421, cuando Vladislao II de Polonia construyó una iglesia en esta localidad, que era de realengo. En 1427 ya se menciona que era una ciudad con Derecho de Magdeburgo. A lo largo de ese siglo pasó a manos de las familias nobles Buczacki y Kierdeja. El asentamiento medieval original fue destruido por los tártaros a finales del siglo XV, por lo que Alejandro I Jagellón le otorgó en 1505 un mercado semanal y una feria anual para facilitar su reconstrucción.
En el siglo XVII, época en la que pertenecía a los Potocki, tuvieron lugar dos grandes ataques tártaros en 1607 y 1672, que redujeron la ciudad a una simple aldea, que en los dos siglos siguientes se mantuvo como un señorío en manos de diversas familias nobles. Logró recuperar cierto desarrollo económico durante la Segunda República Polaca, por lo que la RSS de Ucrania le otorgó el estatus de capital distrital en 1940 (que perdió en 1959) y el de asentamiento de tipo urbano en 1984. Hasta 2020 pertenecía al raión de Monastyryska.